# Unreal Tournament 2003
Unreal Tournament 2003 är ett datorspel i first person shooter-genren utvecklat av Epic Games och Digital Extremes. Unreal Tournament 2003 släpptes av Atari den 1 oktober 2003.
Spelet är till största del ämnat för multiplayer-spel men spelet har även en enkelspelarfunktion där spelaren spelar mot botar. Unreal Tournament 2003 är det andra spelet i spelserien och uppföljare till Unreal Tournament. Det finns fyra multiplayerspel i Unreal-serien. Unreal II: The Awakening släpptes som ett "systerspel" till Unreal Tounament men var till skillnad från Unreal Tournament ett singelplayerspel. Unreal Tounament 2003 följdes upp av Unreal Tournament 2004.